# Memorial Beach
Memorial Beach — пятый студийный альбом норвежской группы a-ha, вышедший в 1993 году. По всему миру было продано 1 200 000 экземпляров.
Альбом не попал в Billboard Hot 100, но сингл «Dark Is the Night» занял #11 в чарте Billboard Bubbling Under Hot 100 Singles.
Сингл «Move to Memphis» появляется в сборнике Headlines and Deadlines — The Hits of a-ha.
Текст из композиции «Locust» был использован в сингле 2004 года группы Savoy «Whalebone».

## Список композиций
| №   | Название                         | Длительность |
| --- | -------------------------------- | ------------ |
| 1.  | «Dark Is the Night for All»      | 3:46         |
| 2.  | «Move to Memphis»                | 4:22         |
| 3.  | «Cold as Stone»                  | 8:19         |
| 4.  | «Angel in the Snow»              | 4:13         |
| 5.  | «Locust»                         | 5:09         |
| 6.  | «Lie Down in Darkness»           | 4:32         |
| 7.  | «How Sweet It Was»               | 6:00         |
| 8.  | «Lamb to the Slaughter»          | 4:20         |
| 9.  | «Between Your Mama and Yourself» | 4:16         |
| 10. | «Memorial Beach»                 | 4:36         |